# مطار شيلينهوت
مطار شيلينهوت (بالإنجليزية: Xilinhot Airport)‏ (إياتا: XIL، إيكاو: ZBXH) يقع في مدينة شيلينهوت في جمهورية الصين الشعبية. صنف مطار شيلينهوت في المرتبة الثالثة والتسعون في الصين من حيث عدد الركاب عام 2011 وفقًا لإدارة الطيران المدني في الصين، حيث تعامل مع 258,918 راكب، وبلغ إجمالي حركة الطائرات (القادمة والمغادرة) 4,133 طائرة وقد بلغت كمية البضائع المنقولة عبر المطار 446 طن.

## شركات الطيران والوجهات
| شركـات طيـران         | الوجهات                                                                                                  |
| --------------------- | --- |
| طيران الصين           | مطار بكين العاصمة الدولي، مطار بكين داشينغ الدولي، مطار شانغهاي بودنغ الدولي                             |
| Chengdu Airlines      | مطار بايانور تيانجيتاي، مطار تشنغدو تيانفو الدولي، مطار شيجياتشوانغ تشنغدينغ الدولي، مطار تشونغوي شابوتو |
| طيران الصين اكسبرس    | مطار باوتو دونغي، مطار تشونغتشينغ جيانغبى الدولي، مطار اوردوس إيجين هورو، مطار تونغلياو                  |
| China United Airlines | مطار بكين داشينغ الدولي                                                                                  |
| خطوط تيانجين الجوية   | مطار بايانور تيانجيتاي، مطار تشيفنغ يولونغ، مطار إيرينهوت سايوسو الدولي، مطار شيان شيانيانغ الدولي       |